# Jiangshan
För andra betydelser, se Jiangshan (olika betydelser).
Jiangshan, tidigare romaniserat Kiangshan, är en stad på häradsnivå i östra Kina, och tillhör Quzhous stad på prefekturnivå  i provinsen Zhejiang. Den ligger omkring 220 kilometer sydväst om provinshuvudstaden Hangzhou.  Befolkningen uppgick till 473 222 invånare vid folkräkningen år 2000, varav 92 898 invånare bodde i huvudorten Xujiang. Jiangshan var år 2000 indelat i femton köpingar (zhèn) och fjorton socknar (xiāng).